# Fosston (Minnesota)
Fosston és una població dels Estats Units a l'estat de Minnesota. Segons el cens del 2000 tenia 1.575 habitants.

## Demografia
Segons el cens del 2000, Fosston tenia 1.575 habitants, 681 habitatges, i 379 famílies. La densitat de població era de 373,1 habitants per km².
Dels 681 habitatges en un 26% hi vivien nens de menys de 18 anys, en un 42,4% hi vivien parelles casades, en un 10% dones solteres, i en un 44,2% no eren unitats familiars. En el 40,2% dels habitatges hi vivien persones soles el 25,3% de les quals corresponia a persones de 65 anys o més que vivien soles. El nombre mitjà de persones vivint en cada habitatge era de 2,16 i el nombre mitjà de persones que vivien en cada família era de 2,92.
Per edats la població es repartia de la següent manera: un 23,1% tenia menys de 18 anys, un 6,5% entre 18 i 24, un 22,2% entre 25 i 44, un 19,6% de 45 a 60 i un 28,7% 65 anys o més.
L'edat mediana era de 44 anys. Per cada 100 dones de 18 o més anys hi havia 78,4 homes.
La renda mediana per habitatge era de 27.634 $ i la renda mediana per família de 40.521 $. Els homes tenien una renda mediana de 29.688 $ mentre que les dones 21.176 $. La renda per capita de la població era de 17.064 $. Entorn de l'11,4% de les famílies i el 14,9% de la població estaven per davall del llindar de pobresa.

## Poblacions més properes
El següent diagrama mostra les poblacions més properes.